# Canal de la Baignerie
Le canal de la Baignerie, dit aussi canal de la rue de l'Arc ou canal de l'Arc, est un ancien canal de la ville de Lille construit au début du XVe siècle après l'annexion par la ville de la paroisse Sainte-Catherine.
Le canal est remblayé en 1912. Une parcelle encore visible, située entre la rue des Bouchers et la rue de la Baignerie, et un îlot de bâtiments adjacents font l'objet d'une protection au titre des monuments historiques.
Ce site est desservi par la station de métro Rihour.

## Historique
Au Moyen Âge, Lille est parcourue par un vaste réseau de canaux issus des bras de la Deûle et des cours d'eau adjacents ou créés par l'homme, notamment à partir des anciens fossés des différentes fortifications qui ont cerné la ville. 
Le canal de la Baignerie est parmi les plus anciens canaux de la ville. Il correspond à une partie du lit historique de la Deûle, avant qu'elle ne soit détournée au-delà de la Citadelle. Elle parcourait le fossé d'enceinte de 1280 et a été canalisée lors du troisième agrandissement de la ville, après l'annexion de la paroisse Sainte-Catherine vers 1415. La rivière entrait initialement dans la ville un peu à l'est de la porte de la Barre, à l'endroit où se trouvait l'ancienne tour des Fouans. Canalisée, elle a pris le nom de canal des Baigneries entre cette tour et le pont de Weppes. 

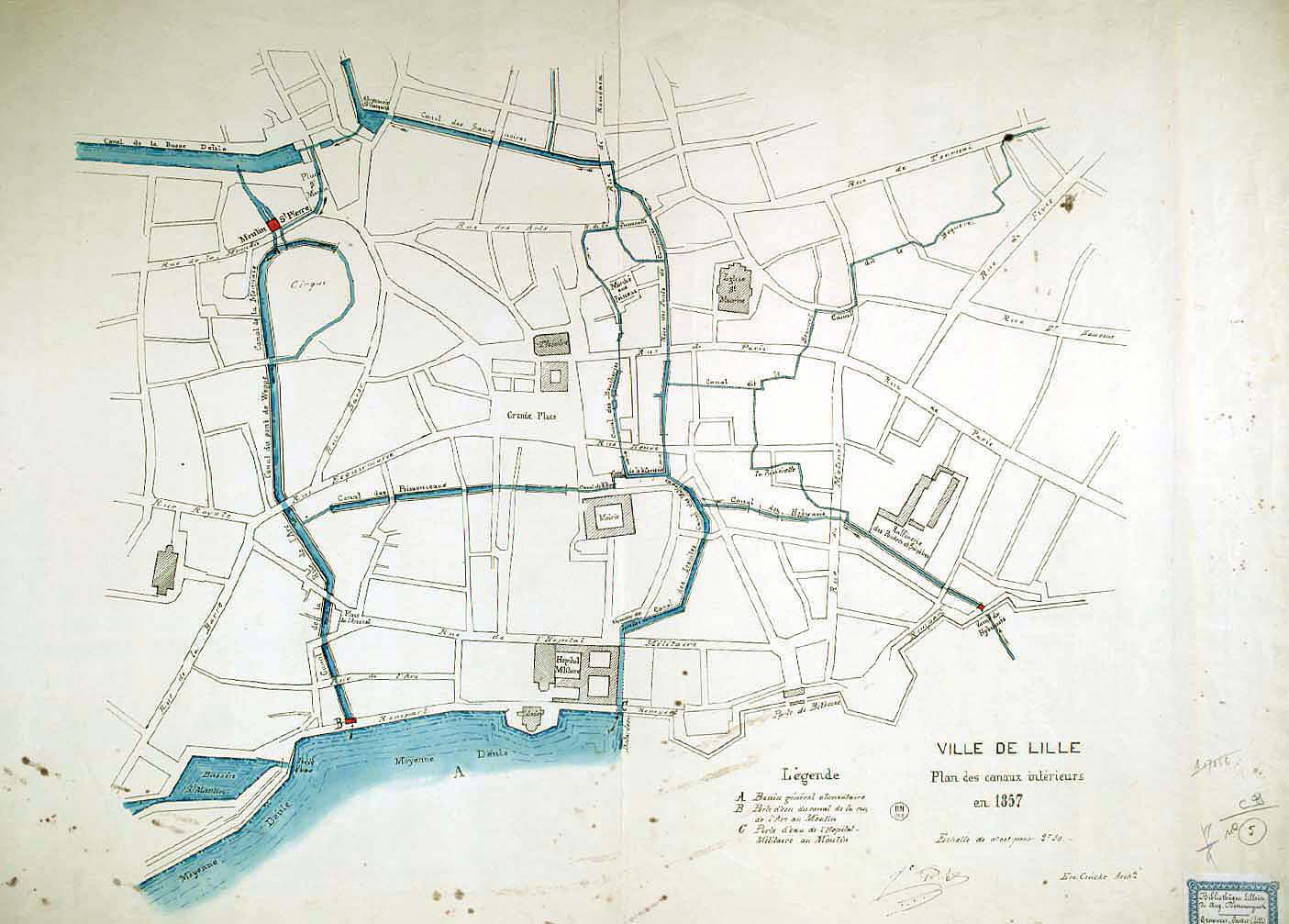
Plan des canaux reliant la Moyenne Deûle à la Basse Deûle en 1857 (le rectangle rouge indique la zone aujourd'hui protégée).

Le canal des Baigneries se poursuivait au-delà de la rue Esquermoise par le canal du Pont-de-Weppes (dit aussi Saint-Pierre ou Saint-Martin) suivi du canal de la Monnaie qui alimentait, au nord, le moulin Saint-Pierre avant de rejoindre la Basse Deûle et, à l'est, le canal du Cirque, qui contournait la motte féodale où s'élève à présent la cathédrale Notre-Dame-de-la-Treille.
Au début du XVIIe siècle, après l'annexion du Faubourg du Molinel, le canal est allongé pour rejoindre les douves de la nouvelle enceinte fortifiée, à la grille Saint-Catherine. Cette configuration n'est pas modifiée par l'extension du périmètre fortifié de 1670 par Vauban. 
Dès le début du XIXe siècle, l'envasement des canaux par les détritus industriels et ménagers qu'ils reçoivent et les risques sanitaires qui en découlent pour la population deviennent des sujets de préoccupation. Pour ce qui concerne le canal de la Baignerie, il débouchait, à proximité du Pont d’Amour et d’un abreuvoir situé rue des Bouchers, sur un lieu surnommé leTrou peu net. Le canal a finalement été remblayé en 1912.

Les vestiges du canal, sur un bref tronçon situé entre la rue de la Baignerie et la rue des Bouchers, ont fait l'objet d'une inscription au titre des monuments historiques en 1993.

## Maisons adjacentes
La partie protégée des vestiges du canal de la Baignerie délimite un îlot de maisons du XVIIIe siècle qui donnent sur la rue de la Baignerie, la place Maurice Schumann (autrefois place de l'Arbalète puis place de l'Arsenal au XVIIIe siècle) et la rue des Bouchers, et qui font elles aussi l'objet d'une protection. Il s'agit des maisons situées 4 rue de la Baignerie, 8 place Maurice Schumann, 4-6 place Maurice Schumann, 2 place Maurice Schumann, et 40 rue des Bouchers.

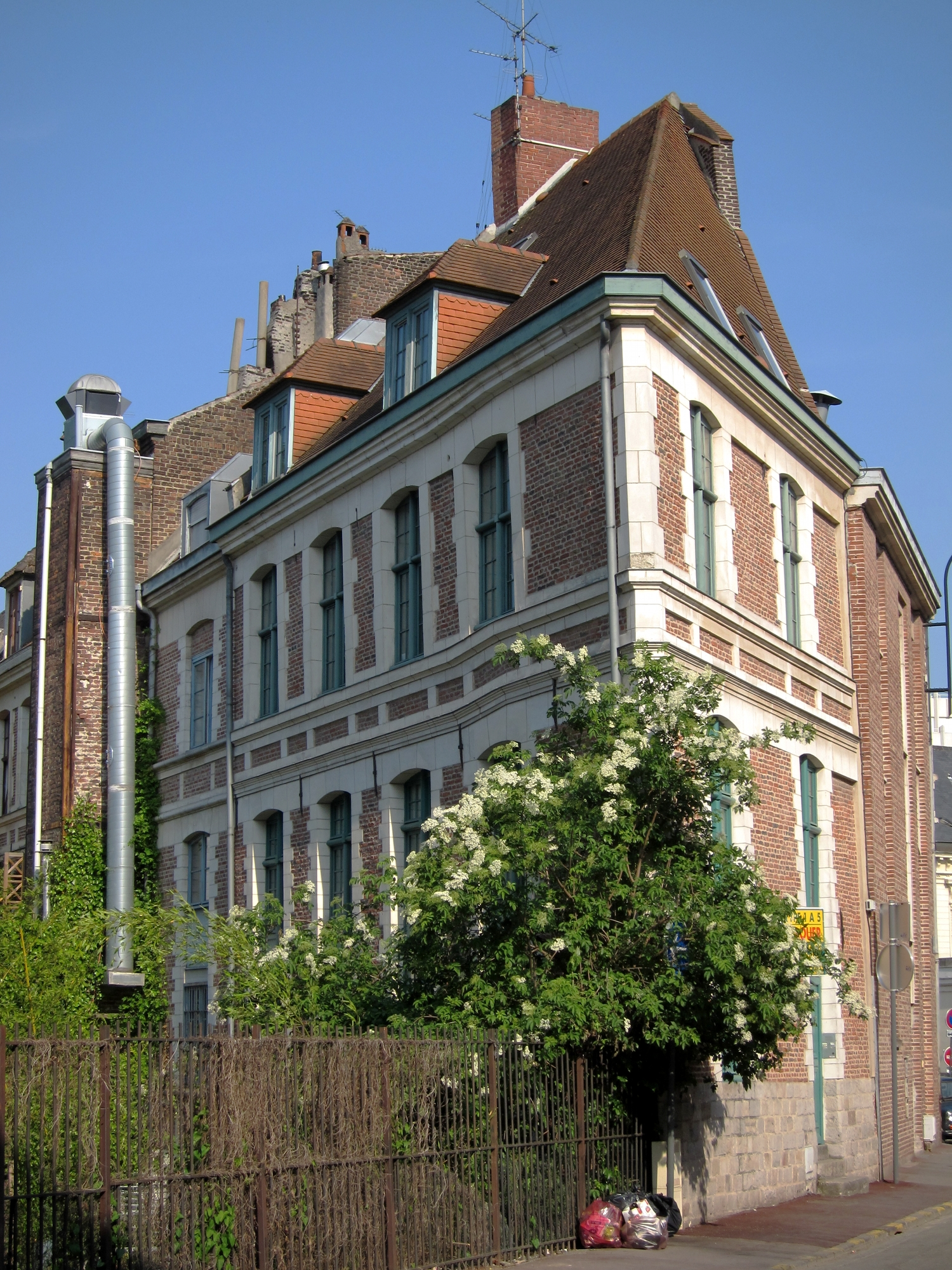
4 rue de la Baignerie
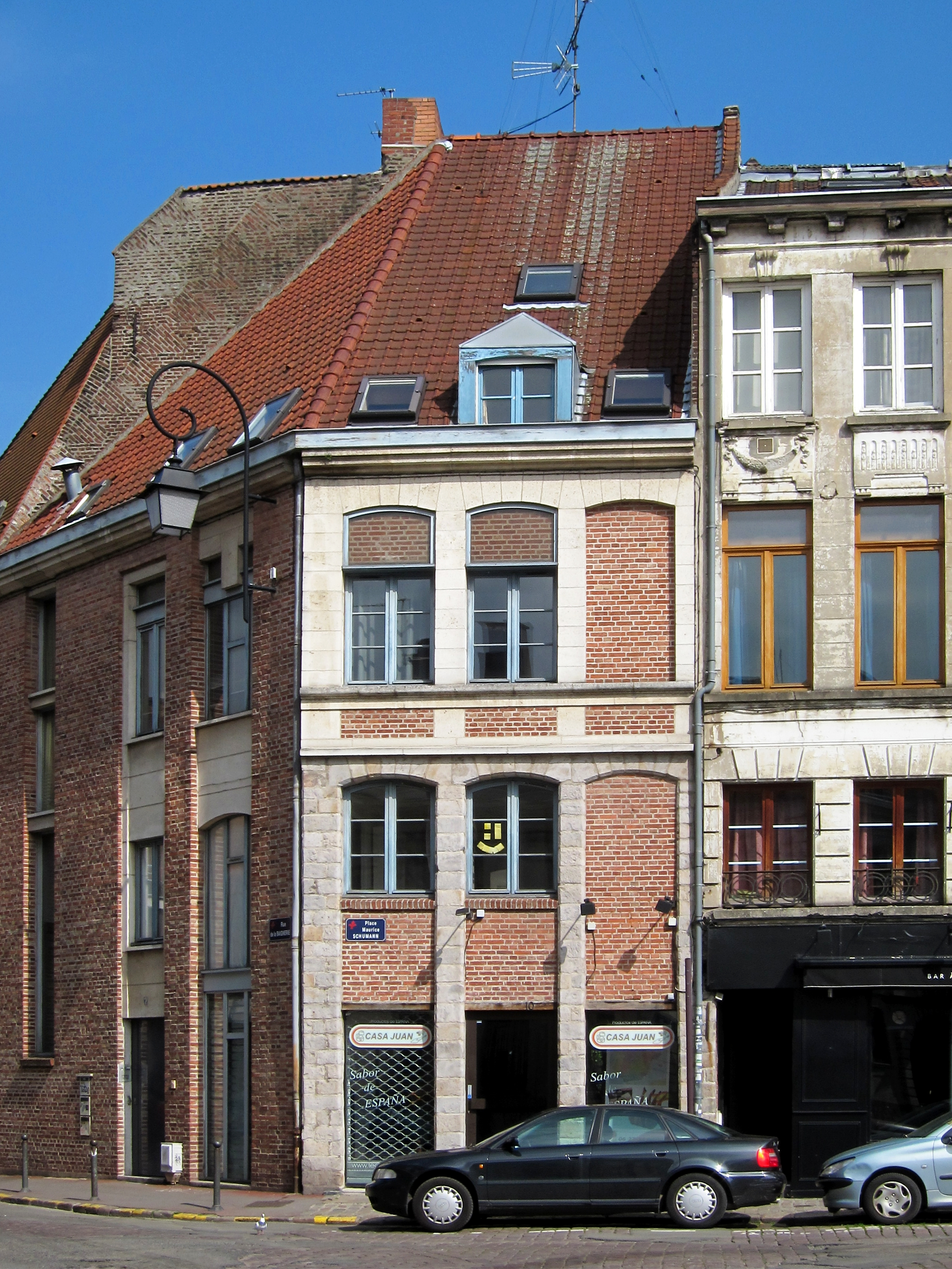
8 place Maurice Schumann
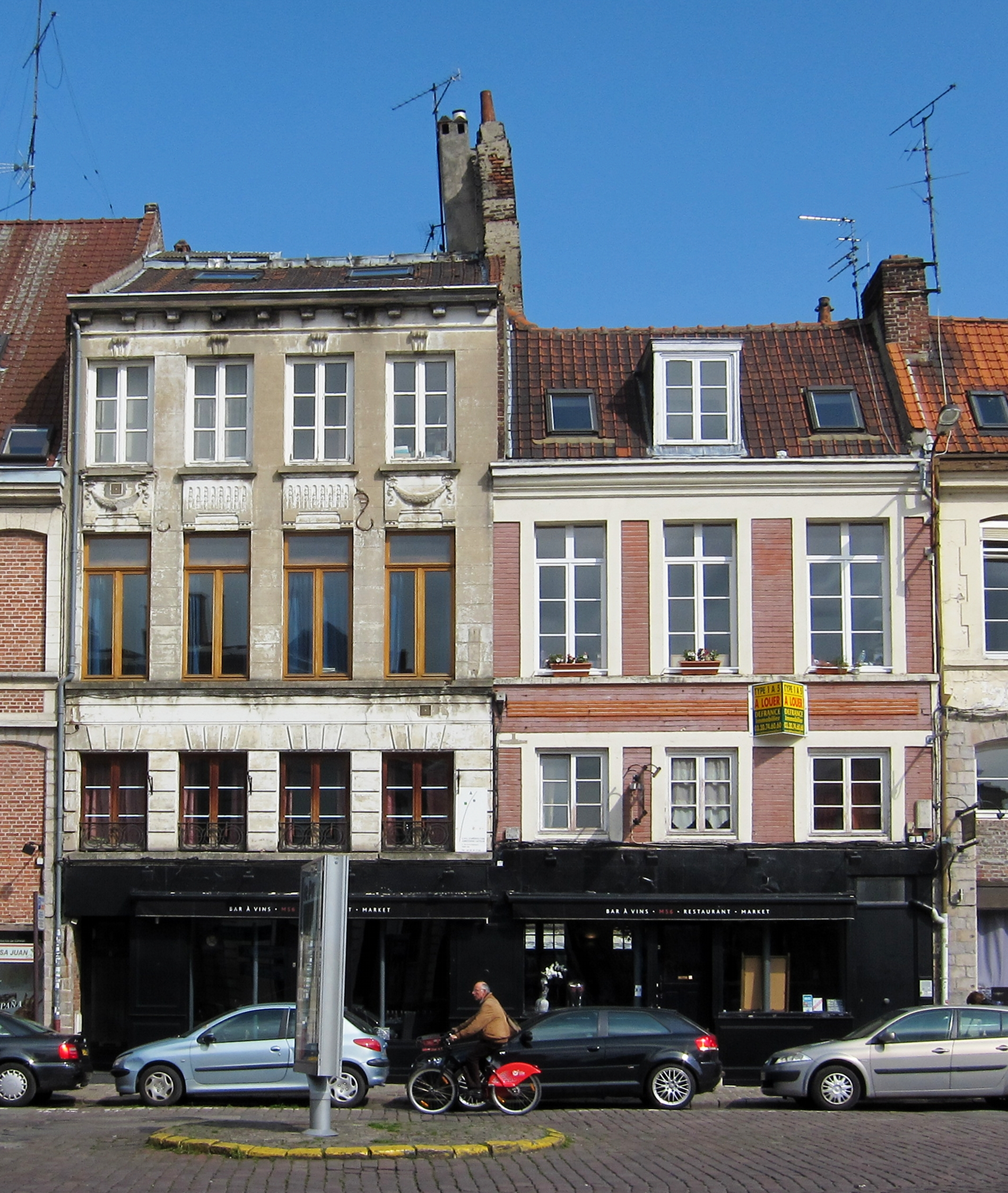
4-6 place Maurice Schumann
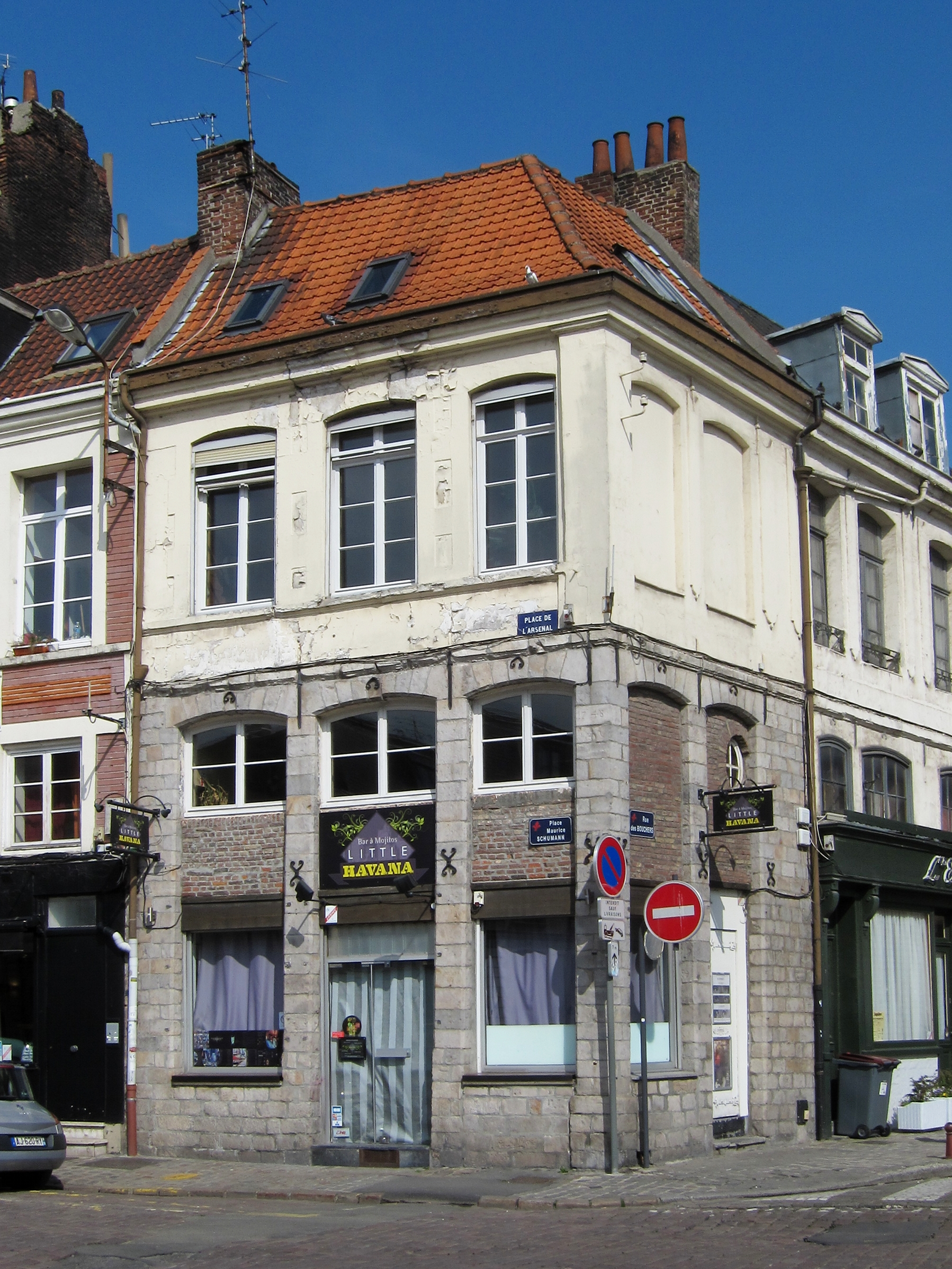
2 place Maurice Schumann
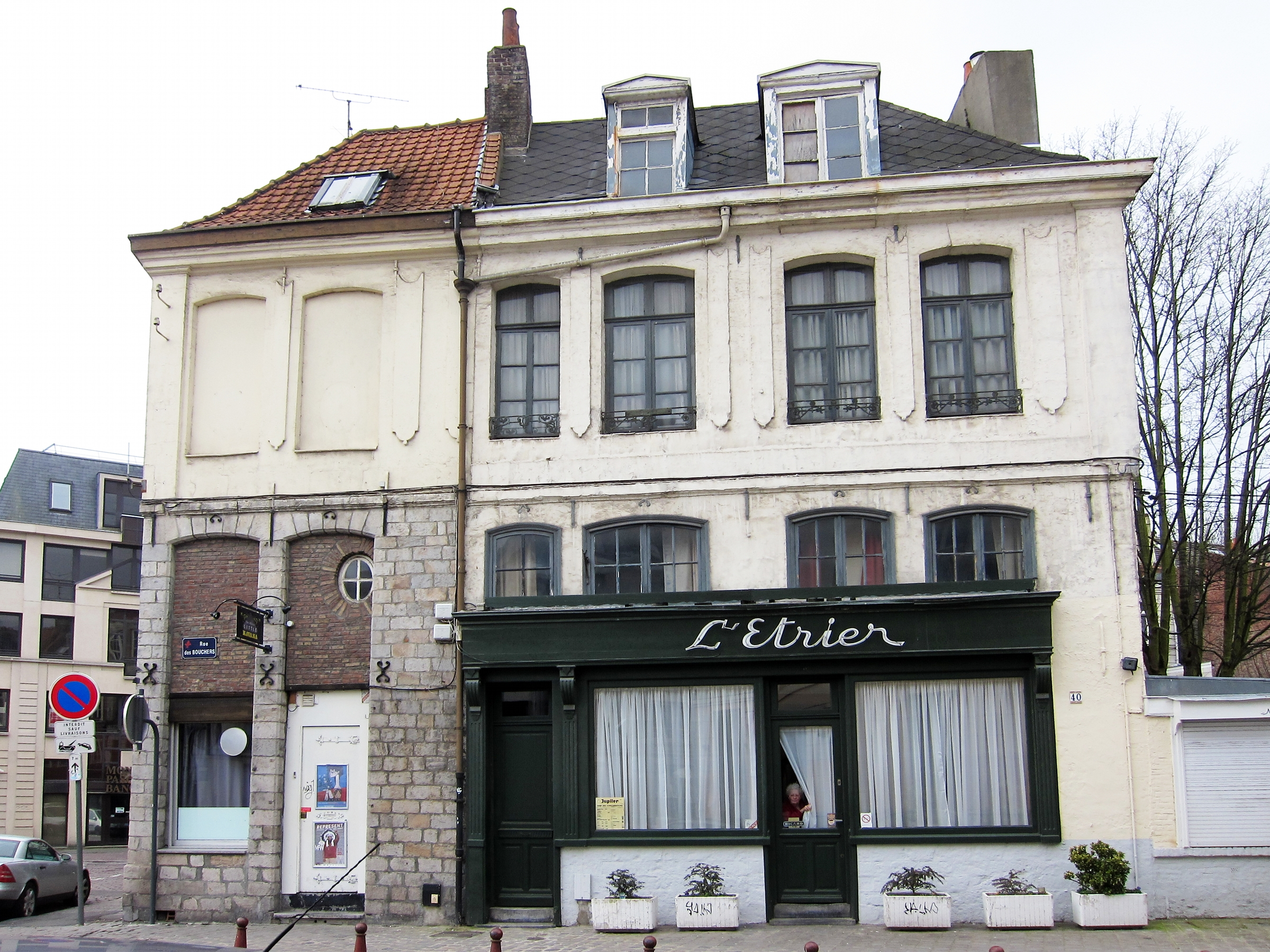
40 rue des Bouchers